# Becoming (Buffy the Vampire Slayer)
Becoming es un episodio emitido en dos partes, el número vigésimo primero y segundo, y el episodio final de la segunda temporada, conocido en España como La transformación (I) y (II) y en Latinoamérica como "Renacer" parte uno y dos de la serie de drama, terror y fantasía Buffy the Vampire Slayer.
La narración sigue a Buffy Summers trabajando para enfrentar a Ángel y a los vampiros Drusilla y Spike y evitar que despierten al demonio Acathla. 

## Argumento

### Primera parte
Año 1753. Ángel (David Boreanaz) y otro hombre son echados de una taberna. Ángel se encuentra con una joven y hermosa mujer que resulta ser Darla (Julie Benz), quien le ofrece el mundo y le convierte en vampiro. 
En el presente, Buffy (Sarah Michelle Gellar) pelea en el cementerio contra dos vampiros mientras Angelus observa desde las sombras de los árboles. Buffy, satisfecha de acabar con los vampiros, exclama estar preparada para enfrentarse a su exnovio, mientras el vampiro algo animado afirma que pronto el mundo se acabará. En la cafetería del instituto Xander (Nicholas Brendon) recrea lo acontecido la noche anterior. La Cazadora dice estar lista para matar a Angelus pero no para enfrentarse a los finales. Snyder (Armin Shimerman) aparece y amenaza a Buffy con la expulsión.
En 1860, Drusilla (Juliet Landau) entra a una iglesia y se dirige al confesionario. Angelus está matando al cura y oye su confesión: Drusilla ha estado teniendo visiones sobre la muerte de trabajadores en la mina y su madre piensa que está maldita. El vampiro le dice que es mala, pero ella quiere ser buena y pura. Angelus le dice que rece 10 padrenuestros y haga un acto de contrición. 
En el presente, Drusilla habla con Spike (James Marsters) cuando Angelus entra, golpea a Spike y le pregunta a Drusilla si ha tenido una visión. Ella dice ver un regalo en el museo, con una sorpresa dentro. Angelus se sorprende: al parecer lo leyó en el diario. En el instituto, Willow (Alyson Hannigan) trata de ayudar a Buffy con la química, pero ella no logra entender nada. Buffy piensa que es estúpida y deja caer su lápiz entre los pupitres. Al recogerlo, encuentra el disquete de Jenny y Willow lo introduce en el ordenador, descubriendo así el ritual de la Restauración del alma de Ángel.
Angelus corre a través del bosque. Se ve a una chica muerta y unos gitanos tirando flores a su alrededor. Una mujer anciana recita un hechizo alrededor de una orbe de Thesulah. El vampiro cae de rodillas y sus ojos se iluminan. Un hombre le dice que sufrirá por sus pecados: todas las muertes que ha causado le perseguirán por siempre. Ángel se disculpa y solloza.
En la biblioteca hablan sobre el ritual: Jenny trataba de restaurar el alma de Ángel. Xander piensa que el vampiro debería morir por lo que le hizo a la Señorita Calendar, pero Buffy quiere recuperarlo.
En el museo, los vampiros se apoderan de un hallazgo arqueológico. Buffy prepara sus armas para ir de patrulla y encuentra el anillo de Claddagh. En el cementerio escucha pasos, que resultan ser de Kendra (Bianca Lawson), quien le dice que un «poder oscuro» ha llegado a Sunnydale. Angelus, Spike y Drusilla están en la Mansión y Spike hace una broma sobre la piedra que se llevaron del museo. Angelus explica que es un demonio y que puede tragarse al mundo para llevarlo al infierno. Dos vampiros abren la tumba revelando a un demonio con una espada en su pecho. Si la espada se retira de su pecho, el mundo se irá al infierno. Angelus tratará de quitarla.
En la biblioteca, Giles, Buffy y Kendra hablan sobre el demonio. Si la espada es retirada y el demonio respira, sufrirán un doloroso y eterno infierno. Buffy le pide a Willow que haga el hechizo porque puede ser su única esperanza. Kendra muestra una espada que fue bendecida por el primer caballero que mató al demonio. Willow dice necesitar un día para preparar el hechizo y también una orbe de Thesulah. Giles tiene una que ha estado usando como pisapapeles.
En 1996 Ángel es un vagabundo. Persiguiendo a una rata, se encuentra con un hombre que le dice que huele a muerto: sabe que es un vampiro con alma y le ofrece ayuda. Su nombre es Whistler (Max Perlich), un demonio que trata de buscar el equilibrio entre el bien y el mal. Le ofrece la oportunidad de hacer el bien y ambos se van a Los Ángeles. En un auto observan a una chica que sale de clase con sus amigas. Un hombre se acerca a ella y le dice que es la Elegida. Por la noche ven a la joven Cazadora intentando matar a un vampiro. Cuando vuelve a casa se mira al espejo y llora mientras sus padres pelean. Whistler le dice que puede ayudarla y Ángel acepta.
De nuevo en el presente, Angelus toma la espada y trata de sacarla. La espada se ilumina y Ángel intenta sostenerla, pero termina fracasando. Spike se burla mientras Drusilla y Angelus están enfadados. Al día siguiente en el instituto, una vampiresa le dice a Buffy que esa noche se encuentre con Angelus antes de morir quemada por el sol. En la biblioteca, Buffy se prepara para distraer a Angelus mientras Willow realiza la ceremonia. Kendra le regala a Buffy su estaca de la suerte, «Mr. Pointy». Buffy se va y todos se ponen a trabajar en el hechizo. Angelus se encuentra con Buffy en el cementerio y acaban peleando.
Mientras preparan el hechizo en la biblioteca, los demás son atacados por vampiros dirigidos por Drusilla. Willow y Xander terminan heridos. Drusilla pelea y acaba hipnotizando a Kendra, matándola y secuestrando a Giles (Anthony Head). Angelus acaba confesando a Buffy que no la buscaba a ella y se da cuenta de que todo ha sido una trampa. Corre hacia el instituto y entra en la biblioteca, encontrando a sus amigos heridos y a Kendra muerta. Buffy se inclina para captar el pulso pero es interceptada por un policía que la cree responsable del homicidio.

### Segunda parte
Dos policías entran en la biblioteca y creen que Buffy mató a Kendra. El director Snyder llega acompañado de más policías, pero Buffy huye. En el hospital encuentra a Xander, que lleva una venda en su mano derecha, y a Willow en coma. Cordelia (Charisma Carpenter) también aparece, pero nadie sabe dónde está Giles. El Vigilante está en la Mansión; Angelus espera obtener de él información sobre el ritual que libere al demonio. Joyce (Kristine Sutherland) se entera de que la policía está buscando a su hija.
Buffy acude al apartamento de Giles pero se encuentra allí a Whistler, quien le dice que Ángel está destinado a detener a Acathla, no a revivirlo, aunque la relación que tuvieron cambió eso. Buffy acaba marchándose antes de que el demonio pueda decirle cómo detenerlo.
Un policía la reconoce pero Spike le ataca, pues quiere que Buffy detenga a Angelus y recuperar así a Drusilla. La Cazadora no se fía del vampiro pero decide llevarlo a su casa para planear el ataque. Cuando llegan se encuentran con Joyce, y Buffy presenta a Spike como compañero de un grupo. En eso aparece un vampiro y Buffy le clava una estaca, desintegrándose en cenizas por los aires ante la vista de una sorprendida Joyce. Acaba confesando a su madre quién es y qué es lo que ha estado haciendo los últimos años. Willow despierta del coma cuando Xander está junto a ella preocupado. De sus labios sale el nombre de Oz (Seth Green). En la Mansión, Giles se niega a ayudar a Angelus con el ritual y este le tortura.
Buffy y Spike se ponen de acuerdo para trabajar juntos: dejará que Drusilla se vaya con él si Giles sobrevive. Cuando van a marcharse juntos, Joyce le pide explicaciones. Buffy le replica que no hay tiempo, pero su madre no entiende que tiene que salvar el mundo. Trata de evitar que su hija salga de casa pero Buffy le empuja. Joyce le dice que si sale por la puerta no vuelva y su hija se marcha.
Buffy regresa a la biblioteca a recoger la espada que Kendra trajo con ella. El director la encuentra y le dice que la expulsa del instituto. Snyder llama al alcalde y le dice que tiene buenas noticias. En la Mansión, Drusilla engaña a Giles haciendo que este le vea como Jenny. Giles acaba diciéndole que la sangre de Angelus es la clave para despertar a Acathla. Buffy regresa a casa de Giles y le pregunta a Whistler cómo usar la espada: sólo la sangre de Ángel puede abrir o cerrar el vórtice al infierno. 
Xander encuentra a Buffy en su camino y le pide que tome a Giles y escape. Su amigo no le informa de que Willow está intentando hacer el ritual de nuevo en el hospital. En la Mansión, Spike derriba a Angelus. Xander rescata a Giles y salen de allí. Drusilla golpea a Spike pero este consigue dejarla inconsciente y se la lleva del lugar. Angelus corre hacia Acathla y se hace un corte, retirando la espada con la que se enfrenta a Buffy.
Willow consigue realizar el hechizo de Restauración y justo cuando Buffy va a matar a Angelus, Ángel recupera su alma. Buffy advierte el cambio y deja caer su espada. Ángel no sabe qué ha ocurrido. Pero es demasiado tarde: la boca de Acathla ha creado un vórtice al infierno. Buffy le besa y le dice que cierre los ojos. Le clava la espada y Ángel estira su brazo hacia ella. El vórtice se cierra absorbiendo a Ángel hasta el infierno.
Buffy recoge sus cosas y se marcha de casa, dejándole a Joyce una carta sobre la cama. Sin decirle nada a la pandilla, se marcha en autobús de Sunnydale.

## Reparto
- Sarah Michelle Gellar como Buffy Summers.
- Nicholas Brendon como Xander Harris.
- Alyson Hannigan como Willow Rosenberg.
- Charisma Carpenter como Cordelia Chase.
- David Boreanaz como Angelus.
- Anthony Stewart Head como Rupert Giles.

### Apariciones especiales
- Seth Green como Oz.
- Kristine Sutherland como Joyce Summers.
- Robia LaMorte como Jenny Calendar.
- Elizabeth Anne Allen como Amy Madison.
- Mercedes McNab como Harmony Kendall.
- Lorna Scott as Miss Beakman.
- James Marsters como Spike.
- Juliet Landau como Drusilla.
- Julie Benz como Darla.
- Bianca Lawson como Kendra.
- Jack McGee como Doug Perren.
- Richard Riehle como Merrick.
- Armin Shimerman como Principal Snyder.
- James G. MacDonald como Detective Stein.

## Producción
La producción en el episodio final de la segunda temporada fue diferente ya que este fue el primer episodio rodado en escenarios distintos a los habituales. Se creó un estudio para recrear los flashbacks de Nueva York e Irlanda. Los actores Sarah Michelle Gellar y David Boreanaz tuvieron un entrenamiento específico para la lucha con las espadas.

### Guion
- El flahsback de Los Ángeles está rodado directamente como estaba en el guion de Joss Whedon para la película. Publicado más tarde en el cómic.

### Mutant Enemy
- El monstruo final que cierra los créditos dice «Necesito un abrazo» en lugar de "Grr, argh."

### Música
- Christophe Beck - «As Angel Becomes»
- Christophe Beck - «Cursed»
- Christophe Beck - «Devil Child»
- Christophe Beck - «Massacre»
- Christophe Beck - «Show Me Your World»
- Thomas Aquinas - «Pange Lingua» (Eucaristía himno)
- Christophe Beck - «Close Your Eyes»
- Christophe Beck - «Vision Of Jenny»
- Christophe Beck - «Waking Willow»
- Sarah McLachlan - «Full of Grace»